# Municipio de Rutherfordton
El municipio de Rutherfordton (en inglés: Rutherfordton Township) es un municipio ubicado en el  condado de Rutherford en el estado estadounidense de Carolina del Norte. En el año 2010 tenía una población de 13.107 habitantes.

## Geografía
El municipio de Rutherfordton se encuentra ubicado en las coordenadas 35°21′54.44″N 81°57′9.38″O / 35.3651222, -81.9526056.